# Тривожний невроз
Тривожні розлади, застар. тривожні неврози — невротичні психічні розлади, обумовлені тривалим психічним перенапруженням або коротким і сильним стресом. Характеризуються в першу чергу підвищеною загальною тривогою, а також різними фізичними та вегетативними симптомами, пов'язаними з роботою вегетативної нервової системи. Зазвичай не потребують клінічного стаціонарного  лікування.

## Симптоматика й діагностика
Розлади проявляються психічними, соматичними і вегетативними проявами. 
- Психічні: тривога, страх, ажитація, пригніченість, нав'язливі думки, іпохондричні побоювання, розлади сну.
- Соматичні і вегетативні: головні болі різної локалізації, запаморочення, функціональні порушення в роботі серцево-судинної системи (тахікардія, періодичні підвищення (іноді зниження) артеріального тиску, серцебиття, кардіалгія, порушення периферичного кровообігу), дихальні розлади (потреба глибокого вдиху, психогенна задишка), а також різні порушення з боку органів травлення (нудота, спазми).

В діагностиці тривожних розладів використовується, зокрема, Шкала Занга для самооцінки тривоги.
Перебіг часто набуває хронічного характеру, при загостренні часто спостерігаються панічні атаки (вегетативні кризи), плаксивість, дратівливість. При тривалому хронічному перебігу тривожні розлади трансформуються в різні форми інших психічних розладів, таких як іпохондрія, ажитована депресія, невроз нав'язливих станів.

## Класифікація
- Змішаний тривожний та депресивний розлад
- Тривожний розлад, пов'язаний із розлукою
- Панічний розлад
- Посттравматичний стресовий розлад
- Обсесивно-компульсивний розлад
- Генералізований тривожний розлад
- Тривожний розлад особистості
- Обсесивно-компульсивний розлад особистості
- Фобії

## Лікування
Тривожні розлади лікуються тими ж методами, що й інші неврози. При легкому перебігу рекомендується психотерапія, лікувальна фізкультура, релаксаційний масаж, загартовування. 
Мета психотерапевтичної роботи полягає в усвідомленні, осмисленні зв'язку і значенні несвідомих факторів поведінки, що проявляються в симптоматиці. Центральним завданням психотерапії є не саме по собі усвідомлення суперечливості інтересів і потреб, а утворення на цій основі регуляції потреб, формування свідомого ставлення до них.